# Liste der historischen Gegenpäpste
Dies ist eine Liste der historischen Gegenpäpste, sie umfasst 42 Personen. Nicht enthalten sind Gegenpäpste moderner Gruppierungen, die keine Unterstützung in der kirchlichen Hierarchie genießen und höchstens einige Tausend Anhänger mit starker regionaler Begrenzung haben.
| Nomineller Gegenpapst                                                            | Pontifikat      | Kanonischer Papst                                              | Pontifikat               | Anmerkung |
| Römisches Reich                                                                  | Römisches Reich | Römisches Reich                                                | Römisches Reich          | Römisches Reich |
| -------------------------------------------------------------------------------- | --------------- | -------------------------------------------------------------- | ------------------------ | --- |
| Natalis                                                                          | um 199/200      | Zephyrinus † 217                                               | 198–217                  | Möglicherweise kein Schisma, sondern Beleg für fehlendes Monepiskopat bzw. mehrere Christengemeinden. |
| Hippolyt von Rom † 235                                                           | 217–235         | Calixt I. † 222                                                | 217–222                  | Schisma nicht eindeutig belegt; falls doch, der einzige heilige Gegenpapst. |
| Hippolyt von Rom † 235                                                           | 217–235         | Urban I. † 230                                                 | 222–230                  | Schisma nicht eindeutig belegt; falls doch, der einzige heilige Gegenpapst. |
| Hippolyt von Rom † 235                                                           | 217–235         | Pontianus † 235                                                | 230–235                  | Schisma nicht eindeutig belegt; falls doch, der einzige heilige Gegenpapst. |
| Novatian † um 258                                                                | 251–258         | Cornelius † 253                                                | 251–253                  | Streit um die Wiederaufnahme der Lapsi. |
| Novatian † um 258                                                                | 251–258         | Lucius I. † 254                                                | 253–254                  | Streit um die Wiederaufnahme der Lapsi. |
| Novatian † um 258                                                                | 251–258         | Stephan I. † 257                                               | 254–257                  | Streit um die Wiederaufnahme der Lapsi. |
| Novatian † um 258                                                                | 251–258         | Sixtus II. † 258                                               | 257–258                  | Streit um die Wiederaufnahme der Lapsi. |
| Heraklius                                                                        | 309 od. 310     | Eusebius † 309 od. 310                                         | 309 od. 310              | Streit um die Wiederaufnahme der Lapsi. |
| Felix II. † 365                                                                  | 356–365         | Liberius † 366                                                 | 352–366                  | Felix II. wurde von Kaiser Constantius II. im arianischen Streit erhoben; sicher Gegenpapst. |
| Ursinus † nach 384                                                               | 366–367         | Damasus I. † 384                                               | 366–384                  | Fortführung der vorangegangenen Spaltung. |
| Eulalius † 423                                                                   | 418–419         | Bonifatius I. † 422                                            | 418–422                  | Doppelwahl nach dem Tod von Zosimus; Eulalius wurde zunächst von Kaiser Honorius anerkannt, später aber verbannt; Eine erneute Erhebung nach dem Tod von Bonifatius I. lehnte er ab. |
| Ostgotenreich                                                                    |                 |                                                                |                          | |
| Laurentius † 506/507                                                             | 498–506         | Symmachus † 514                                                | 498–514                  | Doppelwahl nach dem Tod von Anastasius II.; Laurentius wurde durch den niederen Klerus erhoben und von Adel und Senat unterstützt; aufgrund seiner Byzanz-freundlichen Haltung im Akakianischen Schisma aber von König Theoderich verdrängt. |
| Dioskur † 530                                                                    | 530             | Bonifatius II. † 532                                           | 530–532                  | Doppelwahl nach dem Tod von Felix III.; Dioskur wurde von einer Mehrheit gewählt, verstarb aber nach nur 22 Tagen. |
| Byzantinisches Reich                                                             |                 |                                                                |                          | |
| Theodor II.                                                                      | 687             | Konon † 687                                                    | 686–687                  | |
| Theodor II.                                                                      | 687             | Sergius I. † 701                                               | 687–701                  | |
| Paschalis I. † 692                                                               | 687–692         | Sergius I. † 701                                               | 687–701                  | |
| Langobardenreich                                                                 |                 |                                                                |                          | |
| Konstantin II. † nach 769                                                        | 767–768         | Stephan III. † 772                                             | 768–772                  | Obwohl Laie, wurde er durch seinen Bruder, den Herzog von Nepi, nach dem Tod von Paul I. erhoben. Von der frankenfreundlichen Fraktion um den Primicerius Christophorus abgesetzt, misshandelt und in einer kanonischen Wahl durch den Kirchenbeamten Stephan ersetzt, anschließend durch die Lateransynode von 769 exkommuniziert und zu Klosterhaft verurteilt. |
| Philipp                                                                          | 768             | Stephan III. † 772                                             | 768–772                  | Trotz fehlender Priesterweihe wurde er von den Langobarden unter Desiderius gegen Konstantin II. eingesetzt. Konnte sich nur kurz halten und verschwand im Kloster. |
| Frankenreich                                                                     |                 |                                                                |                          | |
| Johannes VIII.                                                                   | 844             | Sergius II. * um 790; † 847                                    | 844–847                  | Johannes VIII. wurde nach dem Tod von Gregor IV. in einer Doppelwahl vom Volk gegen den Kandidaten der Laienaristokratie erhoben; starb in Klosterhaft. |
| Anastasius III. † 879                                                            | 855             | Benedikt III. † 858                                            | 855–858                  | |
| Saeculum obscurum                                                                |                 |                                                                |                          | |
| Sergius III. † 911                                                               | 898             | Johannes IX. † 900                                             | 898–900                  | Fraktionsstreit römischer Adelsfamilien; von 904 bis 911 allgemein anerkannter Papst. |
| Christophorus                                                                    | 903–904         | Leo V.                                                         | 903                      | Stürzte seinen Vorgänger; noch Anfang des 20. Jahrhunderts als rechtmäßig angesehen. |
| Bonifatius VII. Franco Ferruci † 985                                             | 974             | Benedikt VI. † 974                                             | 973–974                  | 984/85 allgemein anerkannter Papst. |
| Johannes XVI. † 1001                                                             | 997–998         | Gregor V. Bruno von Kärnten * 972; † 999                       | 996–999                  | |
| Gregor VI.                                                                       | 1012            | Benedikt VIII. Theophylakt II. von Tusculum * um 980; † 1024   | 1012–1024                | |
| Silvester III. Giovani di Sabina                                                 | 1045            | Benedikt IX. Theophylakt III. von Tusculum † um 1055           | 1032–1044 1045 1047–1048 | Nach der Vertreibung von Benedikt IX. erhoben, durch die Synode von Sutri abgesetzt. |
| Reformpapsttum                                                                   |                 |                                                                |                          | |
| Benedikt X. Giovanni Mincio von Tusculum † zw. 1073 u. 1085                      | 1058–1060       | Nikolaus II. Gerhard von Burgund * zw. 990 u. 995; † 1061      | 1058–1061                | |
| Honorius II. Pietro Cadalus von Parma † 1071 od. 1072                            | 1061–1064       | Alexander II. Anselmo da Baggio * um 1010/1015; † 1073         | 1061–1073                | |
| Investiturstreit                                                                 |                 |                                                                |                          | |
| Clemens III. Wibert von Ravenna * zw. 1020 u. 1030; † 1100                       | 1084–1100       | Gregor VII. Hildebrand * 1025/30; † 1085                       | 1073–1085                | |
| Clemens III. Wibert von Ravenna * zw. 1020 u. 1030; † 1100                       | 1084–1100       | Viktor III. * um 1027; † 1087                                  | 1086–1087                | |
| Clemens III. Wibert von Ravenna * zw. 1020 u. 1030; † 1100                       | 1084–1100       | Urban II. Odo de Châtillon * um 1035; † 1099                   | 1088–1099                | |
| Clemens III. Wibert von Ravenna * zw. 1020 u. 1030; † 1100                       | 1084–1100       | Paschalis II. Raniero di Bieda † 1118                          | 1099–1118                | |
| Theodoricus † 1102                                                               | 1100            | Paschalis II. Raniero di Bieda † 1118                          | 1099–1118                | |
| Albertus Albert von Sabina                                                       | 1102            | Paschalis II. Raniero di Bieda † 1118                          | 1099–1118                | |
| Silvester IV. Maginulf                                                           | 1105–1111       | Paschalis II. Raniero di Bieda † 1118                          | 1099–1118                | |
| Gregor VIII. Mauritius Burdinus † 1137                                           | 1118–1121       | Gelasius II. Giovanni da Gaeta * zw. 1060 u. 1064; † 1119      | 1118–1119                | |
| Gregor VIII. Mauritius Burdinus † 1137                                           | 1118–1121       | Calixt II. Guido von Burgund * um 1060; † 1124                 | 1119–1124                | |
| Kaiserlich-Päpstlicher Gegensatz                                                 |                 |                                                                |                          | |
| Anaklet II. Pietro Pierleoni * um 1090; † 1138                                   | 1130–1138       | Innozenz II. Gregorio Papareschi di Guidoni * vor 1088; † 1143 | 1130–1143                | Anaklet II. wurde in einer Doppelwahl nach dem Tod von Honorius II. zwar später als Innozenz II., aber von der Mehrheit erhoben; konnte sich mit Unterstützung Siziliens bis zu seinem Tod in Rom halten. |
| Viktor IV. Gregorio Conti von Ceccano                                            | 1138            | Innozenz II. Gregorio Papareschi di Guidoni * vor 1088; † 1143 | 1130–1143                | Nach dem Tod von Anaklet II. mit Unterstützung König Rogers II. von Sizilien gewählt; resigniert nach acht Wochen. |
| Viktor IV. Octaviano de Montecello * 1095; † 1164                                | 1159–1164       | Alexander III. Rolando Bandinelli * um 1100 od. 1105; † 1181   | 1159–1181                | In der Wahl gegen Alexander III. unterlegen; von Friedrich I. Barbarossa anerkannt. |
| Paschalis III. Guido von Crema † 1168                                            | 1164–1168       | Alexander III. Rolando Bandinelli * um 1100 od. 1105; † 1181   | 1159–1181                | Durch die kaiserliche Partei zum Nachfolger von Viktor IV. erhoben. |
| Calixt III. Johannes von Struma † um 1180                                        | 1168–1178       | Alexander III. Rolando Bandinelli * um 1100 od. 1105; † 1181   | 1159–1181                | Durch die kaiserliche Partei zum Nachfolger von Paschalis III. erhoben; unterwarf sich 1178. |
| Innozenz III. Lando von Sezze                                                    | 1179–1180       | Alexander III. Rolando Bandinelli * um 1100 od. 1105; † 1181   | 1159–1181                | Innozenz III. wurde nach der Anerkennung von Alexander III. durch Friedrich I. Barbarossa vom römischen Stadtadel erhoben und blieb ohne Bedeutung; residierte in Palumbara; starb in Haft. |
| Nikolaus V. Pietro Rainalducci * um 1275; † 1333                                 | 1328–1330       | Johannes XXII. Jacques Arnaud Duèze * 1245 od. 1249; † 1334    | 1316–1334                | Von König Ludwig dem Bayer für seine Kaiserkrönung in Rom erhoben; unterwarf sich 1330 dem Papsttum in Avignon; sicher Gegenpapst. |
| Großes Abendländisches Schisma                                                   |                 |                                                                |                          | |
| Clemens VII. Robert Graf von Genf * 1342; † 1394                                 | 1378–1394       | Urban VI. Bartolomeo Prignano * ca. 1318; † 1389               | 1378–1389                | Clemens VII. wurde nach Zweifeln an der Rechtmäßigkeit der Wahl Urbans VI. von der französischen Partei in Fondi erhoben, aber aus Italien vertrieben; residierte in Avignon; anerkannt in Frankreich, Schottland, Portugal, Aragonien, Kastilien, Navarra, Sizilien, Zypern, Savoyen und Teilen Deutschlands.                                                    |
| Clemens VII. Robert Graf von Genf * 1342; † 1394                                 | 1378–1394       | Bonifatius IX. Pietro Tomacelli * 1350; † 1404                 | 1389–1404                | Clemens VII. wurde nach Zweifeln an der Rechtmäßigkeit der Wahl Urbans VI. von der französischen Partei in Fondi erhoben, aber aus Italien vertrieben; residierte in Avignon; anerkannt in Frankreich, Schottland, Portugal, Aragonien, Kastilien, Navarra, Sizilien, Zypern, Savoyen und Teilen Deutschlands.                                                    |
| Benedikt XIII. Pedro Marinez de Luna y Gotor * 1328 od. 1342/43; † 1422 od. 1423 | 1394–1422       | Bonifatius IX. Pietro Tomacelli * 1350; † 1404                 | 1389–1404                | Benedikt wurde zum Nachfolger Clemens VII. gewählt; residierte in Avignon; der am längsten regierende und bedeutendste Gegenpapst. |
| Benedikt XIII. Pedro Marinez de Luna y Gotor * 1328 od. 1342/43; † 1422 od. 1423 | 1394–1422       | Innozenz VII. Cosma dei Migliorati * 1336; † 1406              | 1404–1406                | Benedikt wurde zum Nachfolger Clemens VII. gewählt; residierte in Avignon; der am längsten regierende und bedeutendste Gegenpapst. |
| Benedikt XIII. Pedro Marinez de Luna y Gotor * 1328 od. 1342/43; † 1422 od. 1423 | 1394–1422       | Gregor XII. Angelo Correr * um 1335; † 1417                    | 1406–1415                | Benedikt wurde zum Nachfolger Clemens VII. gewählt; residierte in Avignon; der am längsten regierende und bedeutendste Gegenpapst. |
| Alexander V. Pietro Philargi * 1340; † 1410                                      | 1409–1410       | Gregor XII. Angelo Correr * um 1335; † 1417                    | 1406–1415                | Alexander V. wurde 1409 auf dem Konzil von Pisa nach der Absetzung von Gregor XII. und Gegenpapst Benedikt XIII. zum neuen Papst ausgerufen; anerkannt nur in Frankreich und England; residierte in Pisa (bis ins 20. Jahrhundert als rechtmäßiger Papst gezählt).                                                                                                |
| Johannes XXIII. Baldassare Cossa * um 1370; † 1419                               | 1410–1415       | Gregor XII. Angelo Correr * um 1335; † 1417                    | 1406–1415                | Zum Nachfolger von Alexander V. gewählt; residierte in Pisa; verzichtete auf dem Konzil von Konstanz (bis ins 20. Jahrhundert als rechtmäßiger Papst gezählt). |
| Clemens VIII. Gil Sánchez Muñoz y Carbón * 1369; † 1446                          | 1423–1429       | Martin V. Oddo di Colonna * 1368; † 1431                       | 1417–1431                | Clemens VIII. wurde nach dem Tod von Benedikt XIII. von drei Kardinälen gewählt und nur in Aragon anerkannt; unterwirft sich 1429. |
| Benedikt XIV. Bernard Garnier * um 1370; † nach 1450                             | 1425–1430       | Martin V. Oddo di Colonna * 1368; † 1431                       | 1417–1431                | In Aragon; Gegenpapst zum vorgenannten Clemens VIII., weitgehend ohne Bedeutung. |
| Konzil von Basel                                                                 |                 |                                                                |                          | |
| Felix V. Amadeus VIII., Graf von Savoyen * 1383; † 1451                          | 1439–1449       | Eugen IV. Gabriele Condulmer * 1383; † 1447                    | 1431–1447                | Felix V. wurde nach Spaltung des Baseler Konzils gegen Eugen IV. erhoben; residierte in Genf, Lausanne und Basel, anerkannt in der Schweiz, Aragon, Ungarn und Bayern; resigniert am 7. April 1449; Scheitern des Konziliarismus gegenüber dem päpstlichen Primat.                                                                                                |
| Felix V. Amadeus VIII., Graf von Savoyen * 1383; † 1451                          | 1439–1449       | Nikolaus V. Tommaso Parentucelli * 1397; † 1455                | 1447–1455                | Felix V. wurde nach Spaltung des Baseler Konzils gegen Eugen IV. erhoben; residierte in Genf, Lausanne und Basel, anerkannt in der Schweiz, Aragon, Ungarn und Bayern; resigniert am 7. April 1449; Scheitern des Konziliarismus gegenüber dem päpstlichen Primat.                                                                                                |